# Nguyễn Thế Anh
Nguyễn Thế Anh, né le 1er juin 1936 à Thakhek au Protectorat français du Laos et mort le 19 mars 2023 à Toulouse, est un historien vietnamien, spécialiste de l'Asie du Sud-Est et du Viêt Nam.
Ancien recteur de l'université de Hué, et ancien responsable de la chaire Histoires et civilisations de la péninsule indochinoise à l’École pratique des hautes études à Paris, il est l'auteur de nombreuses études historiques en anglais, français et vietnamien.

## Biographie
Nguyễn Thế Anh est né le 1er juin 1936 à Thakhek au Protectorat français du Laos. Il fait ses études secondaires au lycée Pavie de Vientiane et au lycée Chasseloup-Laubat de Saïgon. Agrégé d'histoire en 1963, il enseigne au Viêt Nam et publie une dizaine d'ouvrages pendant la période de la guerre. Il est recteur de l'université de Hué de 1966 à 1969 puis dirige le département d'histoire de la faculté des lettres à Saïgon de 1969 à 1975. Il quitte le Viêt Nam à la fin du mois d'avril 1975,.
Il est chercheur invité à Singapour à l'Institut de recherche sur l'Asie du Sud-Est, puis professeur invité à l'université Harvard aux États-Unis (janvier-juin 1978) après avoir rejoint le Centre national de la recherche scientifique en France. Entre 1976 et 1991, il est chargé de recherches puis directeur de recherches au Centre national de la recherche scientifique (CNRS). En 1987, il soutient sa thèse d’État ès-lettres et sciences humaines sur la monarchie des Nguyễn de la mort de l'empereur Tự Đức à 1925 à l’université Paris-IV-Sorbonne.
En 1991, il est nommé directeur d'études à l’École pratique des hautes études (EPHE), IVe section, sciences historiques et philologiques à Paris, en France. Il y enseigne sur l'histoire de l'Asie du Sud-Est et dirige également le Centre d'Histoire et civilisations de la péninsule indochinoise, unité de recherche associée au CNRS (URA 1075).
Il dirige jusqu'en 2005 à l'EPHE les thèses de plusieurs étudiants, aujourd'hui spécialistes reconnus de l'histoire du Viêt-Nam ou de la péninsule indochinoise : Pascal Bourdeaux, Christopher Goscha, François Guillemot, Agathe Larcher-Goscha, Frédéric Mantienne, Amornrat Nikrodhananda. De nombreux articles de Nguyễn Thế Anh sont disponibles en ligne.
En date de 2014, il est directeur d'études émérite de l'EPHE. Il est l'auteur de plus de 120 ouvrages et articles portant principalement sur le Viêt-Nam moderne et contemporain. Il est considéré comme le spécialiste en France de la dynastie Nguyễn et des transformations sociales et politiques du Viêt Nam contemporain.
Nguyễn Thế Anh meurt le 19 mars 2023 à Toulouse à l’âge de 86 ans,.

## Principales publications
- Bibliographie critique sur les relations entre le Viêt-Nam et l'Occident, Paris : G.-P. Maisonneuve & Larose, 1967.
- (vi) Kinh tế và xã hội Việt Nam dưới các vua triều Nguyễn [Economie et société du Vietnam sous la dynastie des Nguyên], Saïgon : Trình Bầy, 1968 (Lửa Thiêng, 1970, 2e éd. ; Văn học, 2008, 3e éd.).
- (vi) Việt Nam dưới thời Pháp đô hộ' [Le Vietnam sous la domination française], Saigon : Lửa Thiêng, 1970 (Trung Tâm Sản Xuất Học Liệu, 1974, 2e éd. ; Văn học, 2008, 3e éd.).
- (vi) Lịch sử các quốc gia Ðông Nam Á (trừ Việt-Nam) từ nguyên sơ đến thế kỷ XVI [Histoire des pays de l’Asie du Sud-Est, à l'exception du Vietnam, des origines au XVIe siècle], Saïgon : Lửa Thiêng, 1972.
- (vi) Phong trào kháng thuế miền Trung năm 1908 qua các châu bản triều Duy Tân [Le Mouvement de protestation contre les impôts en 1908 au Centre-Vietnam, à travers les documents rouges du règne de Duy-Tân], Saigon : Bộ VHGD và TN, 1973 (Văn học, 2008, 2e éd.).
- (en) The withering days of the Nguyen Dynasty, Singapour : Institute of Southeast Asian Studies, Research notes and discussions series, n° 7, 1978.
- Le Đại Việt et ses voisins, d'après le "Đại Việt sử ký toàn thư" ("Mémoires historiques du Đại-Việt au complet"), Paris : L'Harmattan, Recherches asiatiques, 1990. Traduction de Bui Quang Tung et Nguyên Huong, revue et annotée par Nguyên Thê Anh.
- Monarchie et fait colonial au Viêt-Nam (1875-1925). Le crépuscule d'un ordre traditionnel, Paris : L'Harmattan, Recherches Asiatiques, 1992.
- Nguyên Thê Anh & Alain Forest (eds), Notes sur la culture et la religion en Péninsule indochinoise, Paris : L'Harmattan, Recherches Asiatiques, 1995.
- Nguyên Thê Anh & Alain Forest (eds), Guerre et paix en Asie du Sud-Est, Paris : L'Harmattan, Recherches asiatiques, 1998.
- Nguyên Thê Anh & Yoshiaki Ishizawa (eds), Commerce et navigation en Asie du Sud-Est (XIVe – XIXe siècles) / Trade and navigation in Southeast Asia (14th-19th centuries), Paris : L'Harmattan, Recherches asiatiques, 1999.
- Harmut Rotermund, Nguyên Thê Anh & alii., L'Asie orientale et méridionale aux XIXe et XXe siècles, Paris : Presses Universitaires de France, Nouvelle Clio, 1999.
- (en) Into the Maelstrom: Vietnam during the Fateful 1940s, Westminster, CA : Viên Viêt-Hoc, 2005, v-53 p. (Vietnam Culture Series n° 3).
- Parcours d’un historien du Viêt Nam : Recueil des articles écrits par Nguyễn Thế Anh, Philippe Papin (ed.), Paris : Les Indes Savantes, 2008.
- Việt Nam. Un voyage dans son histoire, Paris : Les Éditions de la Frémillerie, 2009.
- Un vingtième siècle vietnamien, Paris, Les Éditions de la Frémillerie, 2014.